# Sunburst Award
Der Sunburst Award for Canadian Literature of the Fantastic (kurz: Sunburst Award) ist ein 2001 ins Leben gerufener kanadischer Literaturpreis. Mit ihm werden die besten im Vorjahr von kanadischen Autoren zum ersten Mal in englischer Sprache veröffentlichten Romane oder Kurzgeschichtensammlungen aus dem gesamten Bereich der Phantastik ausgezeichnet.
Der Award wurde nach Phyllis Gotliebs Debütroman „Sunburst“ benannt; Phyllis Gottlieb ist eine der ersten zeitgenössischen kanadischen SF-Autorinnen, deren Werke veröffentlicht wurden. Als Preis gibt es 1000 kanadische Dollar sowie ein Medaillon mit einem eigens für den Award entworfenen Sunburst-Logo. Die Gewinner werden durch eine Jury bestimmt. Die Preisverleihung findet jeweils im Herbst statt. Die Jahreszahlangabe beim Sunburst Award entspricht dem Jahr, in dem der Preis vergeben wurde.
Parallel dazu wird von der Sunburst Award Society aufgrund einer Abstimmung unter den Mitgliedern seit 2012 der Copper Cylinder Award vergeben.

## Preisträger
Seit 2008 werden jeweils zwei Preise vergeben, jeweils für Erwachsenen- und Jugendliteratur. Seit 2016 wird ein weiterer Preis in der Kategorie Kurzgeschichte vergeben.
Erwachsene
- 2020: Silvia Moreno-Garcia: Gods of Jade and Shadow
- 2019: Andromeda Romano Lax: Plum Rains
- 2018: David Demchuk: The Bone Mother
- 2017: Claire Humphrey: Spells of Blood and Kin
- 2016: Gemma Files: Experimental Film
- 2015: Thomas King: The Back of the Turtle
- 2014: Ruth Ozeki: A Tale for the Time Being
- 2013: Martine Desjardins: Maleficium
- 2012: Geoff Ryman: Paradise Tales
- 2011: Guy Gavriel Kay: Under Heaven
- 2010: A. M. Dellamonica: Indigo Springs
- 2009: Andrew Davidson: The Gargoyle
- 2008: Nalo Hopkinson: The New Moon's Arms
- 2007: Mark Frutkin: Fabrizio's Return
- 2006: Holly Phillips: In the Palace of Repose
- 2005: Geoff Ryman: Air
- 2004: Cory Doctorow: A Place So Foreign and 8 More
- 2003: Nalo Hopkinson: Skin Folk
- 2002: Margaret Sweatman: When Alice Lay Down with Peter
- 2001: Sean Stewart: Galveston

Jugendliche
- 2020: Allison Mills: The Ghost Collector
- 2019: Rachel Hartman: Tess of the Road
- 2018: Cherie Dimaline: The Marrow Thieves
- 2017: Jonathan Auxier: Sophie Quire and the Last Storyguard
- 2016: Leah Bobet: An Inheritance of Ashes
- 2015: Cecil Castellucci: Tin Star
- 2014: Charles de Lint: The Cats of Tanglewood Forest
- 2013: Rachel Hartman: Seraphina
- 2012: Catherine Austen: All Good Children
- 2011: Paul Glennon: Bookweirder
- 2010: Hiromi Goto: Half World
- 2009: Cory Doctorow: Little Brother
- 2008: Joanne Proulx: Anthem of a Reluctant Prophet

Kurzgeschichte
- 2020: Rebecca Campbell: The Fourth Trimester is the Strangest
- 2019: Senaa Ahmad: The Glow-in-the-Dark Girls
- 2018: Sandra Kasturi: The Beautiful Gears of Dying
- 2017: A. C. Wise: The Sailing of the Henry Charles Morgan in Six Pieces of Scrimshaw (1841)
- 2016: Catherine A. MacLeod: Hide and Seek